# Orsalebra ecuadorana
Orsalebra ecuadorana är en insektsart som beskrevs av Kramer 1965. Orsalebra ecuadorana ingår i släktet Orsalebra och familjen dvärgstritar. Inga underarter finns listade i Catalogue of Life.